# Commando Caïman (bande dessinée)
Commando Caïman est la deuxième histoire en 44 planches de la série Bruno Brazil scénarisée par Greg (sous le pseudonyme de Louis Albert) et dessinée par William Vance.
Elle a été publiée dans Le Journal de Tintin en 1969 puis en album en 1970 chez Dargaud.

## Synopsis
Les programmes de télévision du monde entier sont soudain perturbés par l'apparition à l'écran de l'image d'un caïman, alors que les spectateurs, dont Bruno Brazil et un couple d'amis, sont pris de malaise après cette vision. Bruno Brazil est aussitôt convoqué par le Colonel L : un émetteur d'une très grande puissance, dissimulé dans la jungle du Mato Grosso en Amérique du Sud, est capable de prendre le contrôle des satellites de télévision et d'imposer aux téléspectateurs des images subliminales afin d'imposer sa volonté. Bruno Brazil accepte la mission de trouver et détruire cet émetteur. Pour cela, il ne peut agir seul et doit réunir une équipe pour l'accompagner. Il va ainsi constituer le Commando Caïman en recrutant d'anciens agents retirés du service actif, de fortes têtes aux méthodes peu orthodoxes, avec lequel il va déjouer les plans de Madison Ottoman, le chef de l'organisation qui a conçu l'émetteur.

## Univers

### Personnages
- Bruno Brazil : agent émérite du Service, organisation secrète de défense internationale, avec le grade de capitaine
- Colonel Lazarus D. Walsh, dit Colonel "L" : chef du Service
- Gaucho Morales : truand doué, spécialiste des explosifs
- Whip Rafale : experte du maniement du fouet, elle travaillait dans un cirque
- Texas Bronco : fort comme un bœuf, il participait à des rodéos
- Billy Brazil : jeune frère de Bruno, tout frais sorti de l’académie militaire
- « Big Boy » Lafayette : un ancien jockey roublard
- Madison Ottoman : chef de l'organisation
- Thomas J. Slade : secrétaire de Madison Ottoman
- Rebelle : amie de Madison Ottoman

### Historique
Le courrier des lecteurs du Journal de Tintin ayant démontré le bon accueil réservé au précédent récit, Le requin qui mourut deux fois, Greg lance immédiatement un second long récit de Bruno Brazil, dont la parution débute dans le magazine sept mois après la fin de la publication de la précédente histoire, en février 1969.
L'album sera publié en 1970.
Cet album marque l'arrivée des personnages du Commando Caïman, qui accompagneront désormais Brazil dans chacune de ses aventures.
William Vance réalise, en couleurs directes, une couverture pour le Journal de Tintin n° 6 daté du 11 février 1969 (édition Belgique) et n° 1059 daté du 13 février 1969 (édition France) pour annoncer la publication de la série la semaine suivante avec ce texte : « La semaine prochaine, Bruno Brazil plonge dans l'action » montrant le héros au premier plan, tenue de parachutisme et mitraillette en main, et au second plan les parachutes du Commando Caïman qui descendent du ciel,.

### Analyse
Greg décide de s'éloigner du style proche de James Bond et OSS 117 du précédent album pour faire évoluer l'univers de la série : ce sont des missions de plus en plus complexes qui seront confiées à Bruno Brazil qui sera désormais entouré d'une équipe dénommée Commando Caïman en référence à cette première mission. Greg reprend là un thème classique de la littérature et du cinéma d'aventure (Les Sept mercenaires, Les Douze salopards) où le héros recrute un groupe hétérogène d'individus peu recommandables qui acceptent de s'allier à lui pour des raisons diverses propres à chacun d'eux.

## Publication

### Périodiques
Journal de Tintin :
- édition Belgique : du n° 7/69 du 18 février 1969 au n° 29/69 du 22 juillet 1969[4]
- édition France : du n°1060 du 20 février 1969 au n° 1082 du 24 juillet 1969[5]

### Albums
- 1ère édition : Dargaud, collection Jeune Europe n° 66, 44 planches, soit 46 pages, couverture souple, 1970 (DL 01/1970)

Rééditions :
1. Dargaud, collection Jeune Europe (sans mention du numéro), couverture souple, 1970 (DL 08/1970)
2. Le Lombard, édition cartonnée, avec nouvelle illustration de couverture, 1976 (DL 01/1976)
3. Le Lombard, avec nouvelle illustration de couverture reprenant dans un encart celle de l'édition de 1976, sur laquelle ne figure plus le nom de Louis Albert et créditant pour la première fois Greg comme scénariste, avec nouvelles couleurs réalisées par Petra, 1995 (DL 06/1995)  (ISBN 2-8036-1147-3)
4. Le Lombard, fac-similé de l'édition Jeune Europe de 1969, album double (avec Le Requin qui mourut deux fois), collection Millésimes, dos toilé, 2006 (DL 12/2006)  (ISBN 2-8036-2204-1)
5. Le Lombard, intégrale 1 (avec Le Requin qui mourut deux fois, Les Yeux sans visage et La Cité pétrifiée), 27/09/2013 (DL 09/2013)  (ISBN 978-2-8036-3101-8)[6]